# Európai Jobboldal (1989–1994)
Az Európai Jobboldal Technikai Csoportja (angolul: Technical Group of the European Right , franciául: Groupe tehnika des droites européennes) egy szélsőjobboldali, euroszkeptikus politikai csoport volt az Európai Parlamentben 1989 és 1994 között. Jean-Marie Le Pen neofasiszta Nemzeti Frontja vezetése alatt állt. A csoport egy ciklust élt meg és 1994-ben megszűnt.

## Története
Az Európai Jobboldal képviselőcsoport az 1989-es választás követően elveszítette a brit Ulsteri Unionista Pártot és a görög Nemzeti Politikai Szövetséget. A helyzet tovább bonyolódott, amikor ismét megjelent az európai szélsőjobb örökös problémája, hogy képtelenek a transznacionális szövetség létrehozására. A német Republikánusok nem voltak hajlandóak szövetségre lépni az Olasz Szociális Mozgalommal Dél-Tirol státuszával kapcsolatos nézeteltérések miatt. Végül a francia Nemzeti Front, a német Republikánusok és a belga Flamand Blokk képviselőiből 1989. július 25-én megalakult az Európai Jobboldal Technikai Csoportja. 
Az 1994-es európai parlamenti választáson a német Republikánusok nem érték el az 5%-os bejutási küszöböt és nem tudtak képviselőket küldeni az Európai Parlamentbe. Az Európai Jobboldal Technikai Csoportjának pedig már nem volt elegendő képviselője ahhoz, hogy csoportnak minősüljön és képviselői visszatértek a függetlenek közé. 

## Tagok

### 3. Európai Parlament (1989–1994)
| Ország                     | Párt           | Ideológia                                      | Képviselők száma |
| -------------------------- | -------------- | ---------------------------------------------- | ---------------- |
| Franciaország              | Nemzeti Front  | neofasizmus jobboldali populizmus              | 10 / 81          |
| NSZK                       | Republikánusok | nemzeti konzervativizmus jobboldali populizmus | 6 / 81           |
| Belgium                    | Flamand Blokk  | flamand nacionalizmus jobboldali populizmus    | 1 / 24           |
| Európai Gazdasági Közösség | Összesen       | Összesen                                       | 17 / 518         |